# Silvia Baltodano
Silvia María Baltodano Esquivel (San José, 8 de agosto de 1988) es una artista interdisciplinaria costarricense, fundadora y directora de Luciérnaga Producciones. Es reconocida por su participación en distintas obras de teatro musical, y por sus apariciones en televisión nacional.

## Reseña biográfica
Silvia inició su carrera artística a los 3 años cuando empezó a tomar clases de ballet. A los 12 años, fue al Encuentro de Ballet de la Escuela Nacional de Ballet en La Habana, Cuba. A los 16 años representó a su país en el Young People’s Art Festival (YOPEFE) en Corea del Sur. Su coreografía fue seleccionada para ser presentada ante los representantes de los 33 países participantes y ganó el máximo premio en la categoría de ballet.
Silvia obtuvo un certificado en el Ballet Nacional de Cuba y asistió al Canadian College of Performing Arts en el 2008. Estudió Teatro Musical en Royal Central School of Speech and Drama en Londres, y desde el 2015 ha sido la Directora Ejecutiva de Luciérnaga Producciones. Para la primera producción teatral de Luciérnaga, Silvia interpretó a María en West Side Story, el primer musical de gran escala realizado en Costa Rica.
Otras de las obras en las que Silvia ha participado incluyen Sueño de una noche de verano, Monstruos el musical, Drácula y El mercader de Venecia. Para el segundo gran musical, Chicago, Silvia regresó a las tablas para interpretar a Roxie Hart. En el 2019, su actuación de Sally en Cabaret la hizo merecedora del Premio Nacional de Teatro Ricardo Fernández Guardia.
Además de su trabajo en el teatro, ha participado en la película Mi papá es un santa (2021), ha aparecido en El Show de La Media Docena y ha sido profesora en Nace una estrella (edición 2021) y Tu cara me suena, y actualmente es miembro del jurado en la sétima temporada de Dancing with the Stars en Costa Rica.

## Distinciones
- Teatro (Premio Nacional de Teatro Ricardo Fernández Guardia, 2019)
- Mujer Destacada (Revista SUMMA, 2019)